# Баш-Камп
Баш-Камп — район (кумарка) Каталонії (кат. Baix Camp). Столиця району — м. Реус (кат. Reus).

## Муніципалітети
- Алмусте (кат. Almoster) — населення 1.286 осіб;
- Алфоржа (кат. Alforja) — населення 1.730 осіб;
- Арбулі (кат. Arbolí) — населення 113 осіб;
- Бандальос-і-л'Успіталет-да-л'Інфан (кат. Vandellòs i l'Hospitalet de l'Infant) — населення 5.420 осіб;
- Біланоба-д'Аскурналбоу (кат. Vilanova d'Escornalbou) — населення 502 особи;
- Білаплана (кат. Vilaplana) — населення 613 осіб;
- Біньолс-і-алс-Аркс (кат. Vinyols i els Arcs) — населення 1.594 особи;
- Бутарель (кат. Botarell) — населення 998 осіб;
- Дуасайгуас (кат. Duesaigües) — населення 234 особи;
- Камбрілс (кат. Cambrils) — населення 29.112 осіб;
- Капафонс (кат. Capafonts) — населення 122 особи; 
Кастельбель-дал-Камп (кат. Castellvell del Camp) — населення 2.474 особи;
- Кольдажоу (кат. Colldejou) — населення 187 осіб;
- л'Алашя (кат. Aleixar, l') — населення 862 особи;
- л'Албіол (кат. Albiol, l') — населення 377 осіб;
- л'Аржантера (кат. Argentera, l') — населення 143 особи;
- Лас-Боржас-дал-Камп (кат. Borges del Camp, les) — населення 1.965 осіб;
- Ла-Селба-дал-Камп (кат. Selva del Camp, la) — населення 5.097 осіб;
- Ла-Фабро (кат. Febró, la) — населення 56 осіб;
- Маспужолс (кат. Maspujols) — населення 542 особи;
- Монбріо-дал-Камп (кат. Montbrió del Camp) — населення 1.917 осіб;
- Мон-роч-дал-Камп (кат. Mont-roig del Camp) — населення 10.292 особи;
- Празас (кат. Prades) — населення 649 осіб;
- Пратдіп (кат. Pratdip) — населення 760 осіб;
- Реус (кат. Reus) — населення 104.835 осіб;
- Ріудаканьяс (кат. Riudecanyes) — населення 973 особи;
- Ріудаколс (кат. Riudecols) — населення 1.194 особи;
- Ріудомс (кат. Riudoms) — населення 6.149 осіб.

## Фото

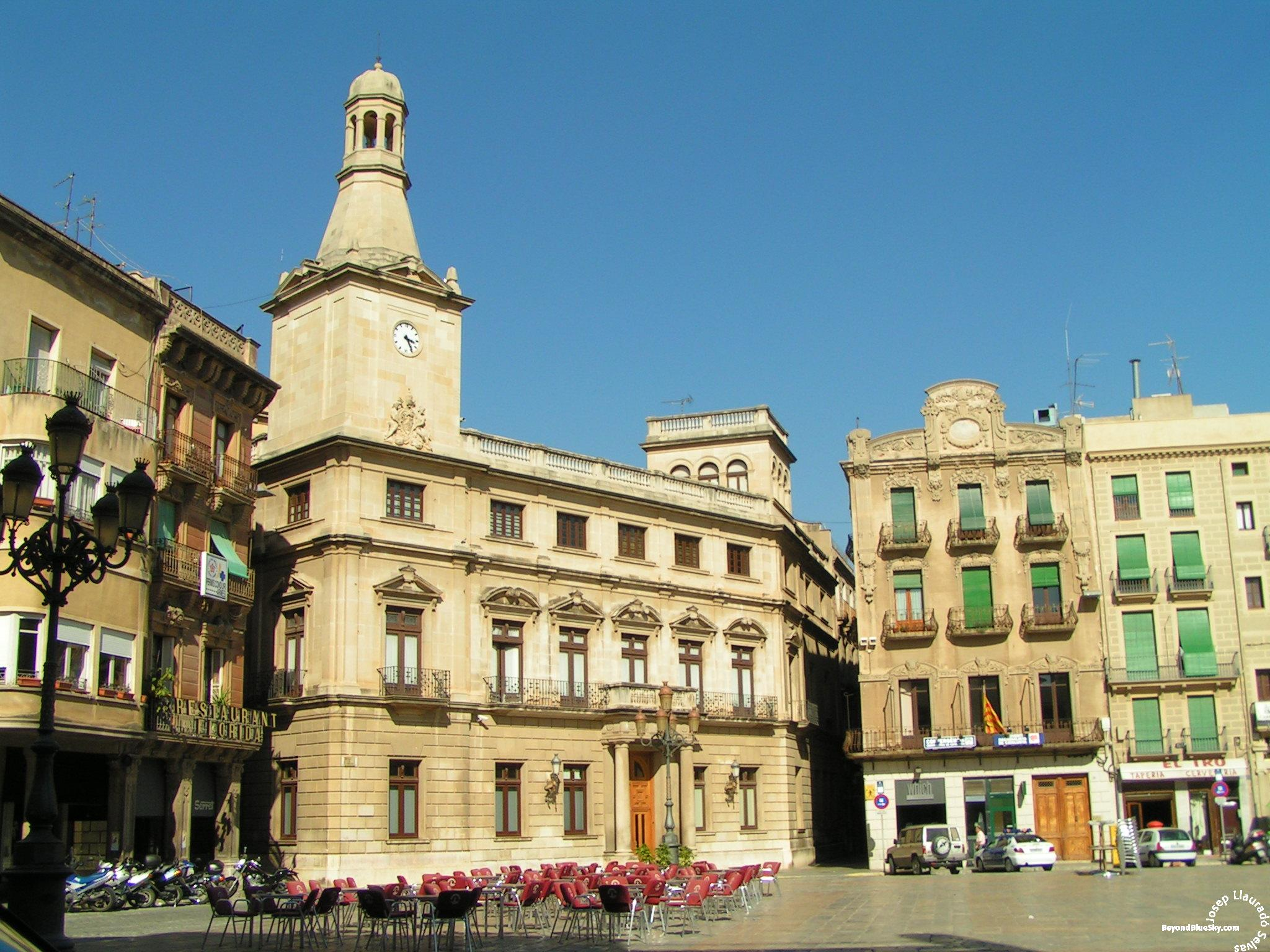
Площа Маркадал у м. Реус
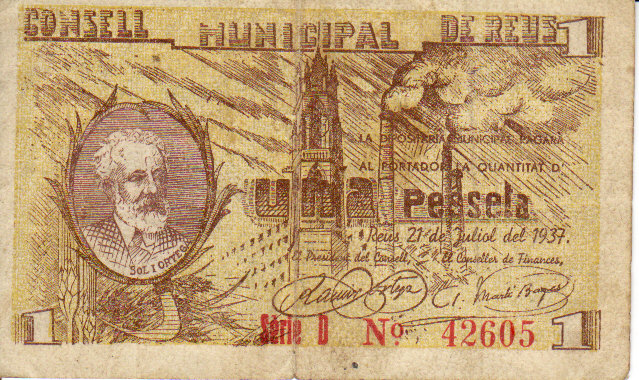
Грошовий знак м. Реус, 1937 р.